# چارلی گرینگر
چارلی گرینگر (انگلیسی: Charlie Grainger؛ زادهٔ ۳۱ ژوئیهٔ ۱۹۹۶) بازیکن فوتبال اهل بریتانیا است.
از باشگاه‌هایی که در آن بازی کرده‌است می‌توان به باشگاه فوتبال هیستون، باشگاه فوتبال دالیچ هملت، باشگاه فوتبال فارن‌بورو، باشگاه فوتبال کرای واندررز، و باشگاه فوتبال لیتون اورینت اشاره کرد.
وی همچنین در تیم ملی فوتبال زیر ۱۸ سال انگلستان بازی کرده‌است.